# Jayavarman VI
Jayavarman VI, död 1107, var en kambodjansk monark. Han var kung av Khmerriket mellan 1080 och 1107.